# Drosophila macroptera
Drosophila macroptera este o specie de muște din genul Drosophila, familia Drosophilidae, descrisă de Patterson și Wheeler în anul 1942. Conform Catalogue of Life specia Drosophila macroptera nu are subspecii cunoscute.